# 데이비드 호

데이비드 대 호(영어: David Da-i Ho, 1952년 11월 3일 ~)는 타이완계 미국인으로 에이즈 개발의 선구자로 유명하다. 다이아몬드 에이즈 연구소장이며, 뉴욕 록펠러 대학교의 교수이다.